# 100033 Taizé
100033 Taizé è un asteroide della fascia principale. Scoperto nel 1991, presenta un'orbita caratterizzata da un semiasse maggiore pari a 3,2024913 UA e da un'eccentricità di 0,1477293, inclinata di 8,47794° rispetto all'eclittica.
L'asteroide è dedicato all'omonima località francese, dove nel 1940 nacque la Comunità di Taizé, comunità cristiana ed ecumenica.